# 800xA
800xA ist ein Prozessleitsystem des Herstellers ABB zur Automatisierung verfahrenstechnischer Prozesse. Hierbei steht xA für Extended Automation, also erweiterte Automatisierung. Es ist eine Integrationsplattform, die sowohl Unternehmens-, als auch Anlagensysteme verbindet. 800xA ist neben einem Distributed Control System, einem Electrical Control System, auch ein Sicherheitssystem (Safety-system), das in über 10.000 Systemen in mehr als 100 Ländern installiert wurde.
System 800xA von ABB ist eine Automatisierungsplattform, welche Produkte und Lösungen verschiedener Art in eine einzige Prozessleitumgebung integrieren kann: traditionelle Prozesssteuerungen wie SPS, verteilte Prozessleitsysteme (PLS), Sicherheitssysteme, elektrische Betriebsmittel wie Antriebe und Motoren sowie Produktionsplanungs-, Energiemanagement-, Instandhaltungs-, Asset-Management-, Ressourcenplanungs- und Dokumentationssysteme.

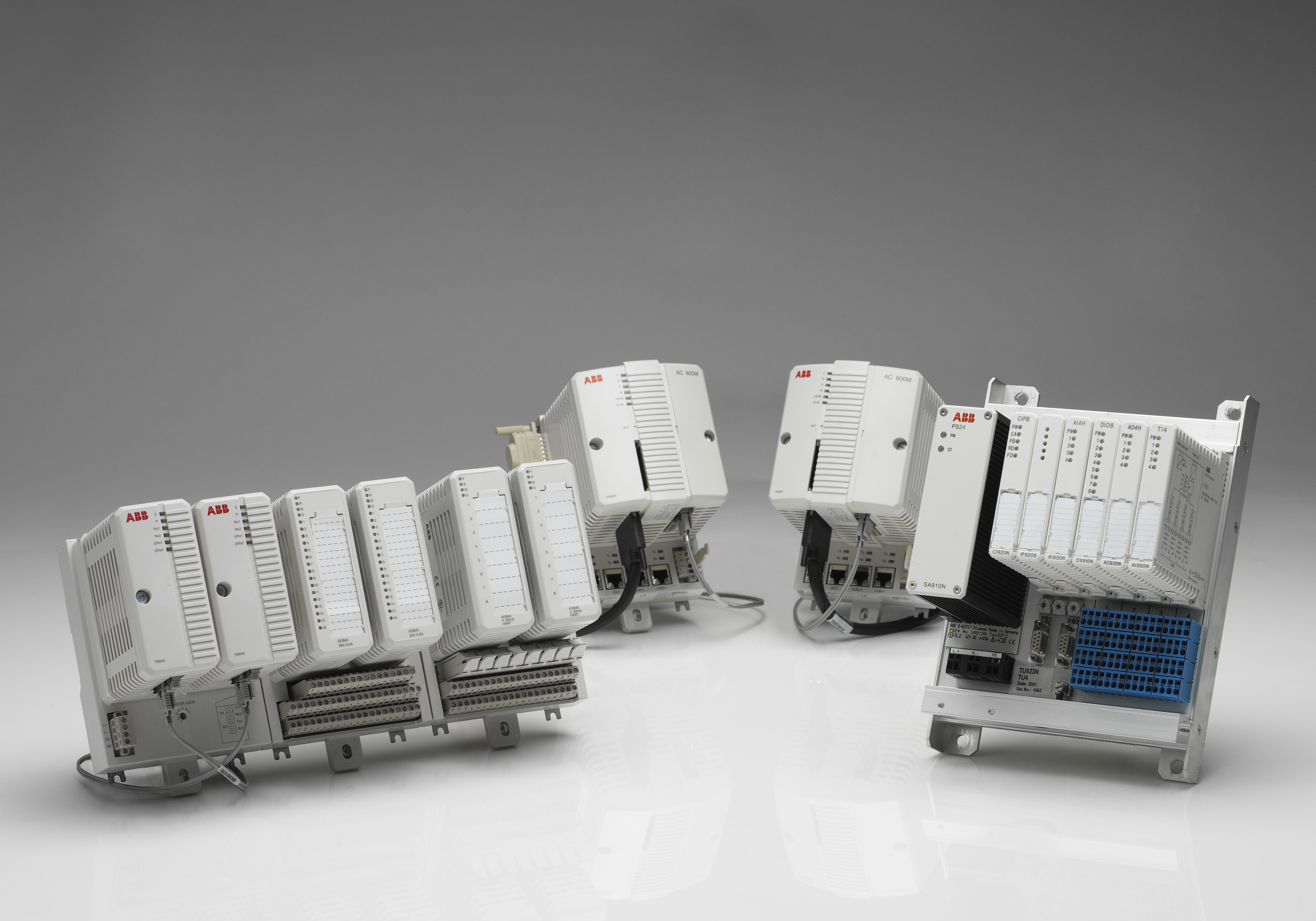
800xA I/O-Module

## Steuerung
Der AC 800M Controller umfasst mehrere schienenmontierte Module, die aus CPUs, Kommunikations- und Stromversorgungsmodulen sowie verschiedenen Zubehörteilen bestehen. CPU Module können im single oder redundanten Modus betrieben werden. Es können unterschiedliche Controller-Module vom PM851 bis zum PM891 eingesetzt werden. Für Sicherheitsanforderungsstufen (SIL1 – SIL3) gibt es den High-Integrity Controller PM865.
Folgende CPU Module gibt es: PM851A, PM856A, PM860A, PM861A, PM864A, PM865, PM866, PM891. Die Module können bei laufendem Betrieb ausgetauscht werden. Jedes CPU-Modul ist mit zwei Ethernet-Anschlüssen für die Kommunikation mit anderen Controllern ausgestattet. Zusätzlich sind zwei RS-232C-Anschlüsse, die für die punktuelle Kommunikation mit Programmier-/Fehlerbehebungs-Tools sowie mit Systemen und Geräten von Drittanbietern eingesetzt werden können, auf der CPU vorhanden. Eine Flash-Speicherkarte kann in einen Steckplatz im CPU-Modul eingesetzt werden, um Applikationen und Daten zu sichern.

## Kommunikations- und E/A-Module
Es gibt unterschiedliche E/A- (Ein-Ausgabe-)Module für Digital- und Analogmodule. Außerdem gibt es Kommunikationsmodule, Redundanzmodule und Ex-Module.

### Schnittstellen-/Kommunikationsmodule
- FOUNDATION-Fieldbus-HSE-Schnittstelle als Backbone für den Zugriff auf FOUNDATION-Fieldbus-Systemlösungen
- PROFINET-IO-, PROFIBUS- und DeviceNet-Schnittstelle für die Integration einer breiten Palette von Geräten und E/A-Systemen
- IEC 61850-Schnittstelle, durch die der Schutz und die Steuerung der Ausrüstung von Unterstationen durch IEDs oder Schutzrelais ermöglicht werden
- ABB-INSUM-Schnittstelle für die effiziente Überwachung und Steuerung elektrischer Schaltanlagen über Multidrop-Kommunikationsbusse
- MasterBus-300- und AF100-Schnittstelle, mit der die Kompatibilität mit Advant-OCS- und ABB-Master-Systemen gewährleistet wird
- S100-E/A-Schnittstelle, durch die das Upgrade von bestehenden Advant-Controller-410- bzw. Advant-Controller-450-Systemen (oder sogar MasterPiece-200-Systemen) auf AC 800M unter Beibehaltung vorhandener E/A-Bereiche ermöglicht wird
- TRIO-E/A-Schnittstelle, durch die das Upgrade von bestehenden MOD300-Controllern auf AC 800M unter Beibehaltung vorhandener TRIO-E/A-Bereiche ermöglicht wird
- Satt-E/A-Schnittstelle, durch die das Upgrade von bestehenden Satt-Controllern auf AC 800M unter Beibehaltung vorhandener Satt-E/A-Bereiche ermöglicht wird
- Modbus-TCP-Schnittstelle, die das Modbus RTU mit den Standards Ethernet und TCP abgleicht und so die Kommunikation mit Geräten von Drittherstellern ermöglicht

### E/A-Module aus der S800-Serie und deren Funktionen
- DI Module (Digitaleingabemodule)
- DO Module (Digitalausgabemodule)
- DP Module (Puls-Eingangs-Module)
- AI Module (Analogeingangsmodule)
- AO Module (Analogausgabemodule)
- Module mit Eigensicherheit / Ex-Module / Intrinsic Safety Module
- ISP / OSP (Input/Output Set as Predefined): Alle E/As können bei Auftreten eines Kommunikationsausfalls einen vorgegebenen Wert einnehmen oder „eingefroren“ werden.
- Modulaustausch bei laufendem Betrieb: Ein fehlerhaftes E/A-Modul kann ausgewechselt werden, ohne die Station vom Stromnetz zu nehmen oder dass sich dies auf die übrige Station auswirkt.
- HCIR (Hot Configuration In Run): Eine S800 E/A-Station kann bei normalem laufenden Betrieb neu konfiguriert werden
- Redundanzoptionen in allen Bereichen: Stromversorgung, Feldbusse, Feldbusschnittstellen und E/A-Module.

## Programmierung
Der AC 800M Controller kann mit dem Control Builder M oder mit dem Engineering Workplace programmiert werden. Um Massendatenverwaltung zu programmieren, kann der Bulk Data Manager in Form eines Excel Dokuments verwendet werden. Dieses BDM Tool ist im Engineering Workplace integriert. Mit dem Grafikeditor können grafische Darstellungen erstellt werden.

### Control Builder M
Mit Control Builder können Control- und Sicherheitsanwendungen konfiguriert werden. Control Builder stellt neben den mit IEC 61131 kompatiblen Editoren auch den Control Module Diagram Editor bereit, der das objektorientierte Engineering ermöglicht. Folgende Programmiersprachen werden unterstützt:
- Anweisungsliste
- Strukturierter Text
- Funktionsbausteinsprache
- Ablaufsprache
- Kontaktplan

### Engineering Workplace
Bei Engineering Workplace handelt es sich um ein Engineering-Tool für die grafische Darstellung von Applikationen. Für Engineering Workplace sind keine Softwareprogrammierkenntnisse erforderlich. Das Tool kann in der Anlagenplanungs- sowie in der Wartungsphase bedient werden. Folgende Programmiersprachen stehen dem Anwender zur Verfügung
- Logik- und Leitsystemblöcke wie Funktionen, Funktionsblöcke und Control-Module
- (Sequential Function Chart – SFC) Sequenzen mit Schritten, Transitionen und Aktionen
- E/A-Signale zur Darstellung der Konfiguration der Geräte und Hardware-Kanäle
- Höhere Programmiersprache „Visual Basic Classic“

## Systemversionen
Die erste lauffähige Version ist unter dem Namen System Baseline 2 (SB2) bekannt. Die aktuelle Version ist die System Version 6.0.

### System Version 6
Die aktuelle Version 800xA SV6.0 wurde im Jahr 2014 veröffentlicht. Unter dem Begriff „Industrie 4.0“, der in Deutschland geprägt wurde, oder dem globalen Begriff „Internet of Things, Services and People“ vernetzt das System die einzelnen Unternehmensbereiche noch weiter. Durch die Vernetzung der einzelnen Systeme wurden die Themen „Cyber Security“ und Datenschutz in der Version 6 zu Kernthemen. Das Prozessleitsystem verwendet z. B. Softwareanwendungen, Apps und Datenanalysen. Es besteht die Möglichkeit eines digitalen „Code Signing“ von Applikationen. Das Installationsmedium wird auf einer schreibgeschützten USB Festplatte geliefert. Neue Module ermöglichen redundante CPUs bis zu einer Entfernung von 200 m.

### System Version 5
Die System Version SV5.0 wurde 2006 veröffentlicht. Die System Version 5.0 ist in Service Pack 1 und Service Pack 2 unterteilt. Unterschiedliche Revisionen bringen von „Revision A“ bis „Revision E“ Verbesserungen ein. Die System Version SV5.1 wurde 2010 veröffentlicht und ist in einen Revisions-Track und einen Feature-Pack-Track unterteilt. Diese Versionen unterscheiden sich darin, dass im Revision Track nur Korrekturen eingepflegt werden und im Feature-Pack-Track zusätzlich neue Funktionen programmiert werden.
- Die Neuerungen in dieser Version sind der Online-Upgrade, der es ermöglicht, im laufenden Betrieb ein Upgrade des Systems vorzunehmen.
- Ab der System Version 5 ist das Multi User Engineering möglich. Mehrere Programmierer können durch Reservierung einzelner Systemteile gleichzeitig am Gesamtsystem programmieren.
- Die High Integrity CPU PM865 wurde für SIL 3 zertifiziert.

### System Version 4
Die System Version 4 wurde im Jahr 2005 veröffentlicht. Die High Integrity CPU PM865 wurde in dieser System Version für SIL 2 zertifiziert. Die Landessprache für die Benutzeroberfläche wurde neben der englischen Sprache auch auf die deutsche, chinesische, schwedische und französische Sprache erweitert. Um eine Verbindung zu anderen Computern (Remote Clients) herzustellen, kann „Windows Remote Desktop“ verwendet werden.

### System Version 3
Die System Version 3 wurde 2004 veröffentlicht. Die Neuerungen zur Vorgängerversion bestehen in der Redundanzfähigkeit der Eingang-/ Ausgangsmodule sowie der redundanten Profibusmöglichkeit. Einbettung von Remote Clients von Citrix. Diese werden auch „Thin Clients“ genannt. Verbesserte Sicherheitsfunktionen „Cybersecurity“ basierend auf Windowsfunktionen.

### System Baseline 2
System Baseline 2 wird mit SB2 abgekürzt. Diese ersten, lauffähigen 800xA Version wurde 2002 veröffentlicht. Es war möglich, bis zu 24 CPUs, vier Connectivity Server und zehn Clients in einem System zu konfigurieren. Außerdem war es möglich, dass der Bediener zwei Monitore als „Dual Screen“ verwenden konnte. Bereits in der ersten Version ist ein redundanter CPU Betrieb möglich. Bei einem Hardwarefehler schaltet die defekte CPU automatisch auf die Backup CPU um.

## Konnektivität
Der AC 800M Controller kann mit diversen anderen Steuerungen kommunizieren
- ABB Advant Controller 110 / Advant Controller 160 – AC110 / AC160
- ABB Advant Controller 410 / Advant Controller 450 – AC410 / AC450
- ABB Advant Controller 500 – AC500
- ABB Freelance
- ABB MOD 300
- ABB Procontrol P13
- ABB Procontrol P14
- ABB SATT/SattLine
- ABB Symphony plus / Symphony+
- ABB Symphony DCI System Six
- ABB Symphony Harmony / INFI 90 / Network 90
- ABB Symphony Melody / Contronic
- Emerson – DeltaV
- Emerson – RS3
- Emerson – Fisher Provox
- General Electric 9030,9070
- Honeywell – Experion
- Honeywell – TDC2000/TDC3000
- Invensys – Foxboro I/A
- Rockwell Allen Bradley PLC5
- Siemens – SIMATIC PCS7
- Siemens – Teleperm
- Siemens – WinCC

## Anwendungsgebiete
Chemieindustrie, Lebensmittelindustrie, Metallindustrie, Bohrplattformen, Gaspipelines, Kreuzfahrtschiffe, Kohlekraftwerke, Bergwerke und Kernkraftwerke